# Метричний простір
Метри́чний про́стір — це множина об'єктів довільної природи, для яких введено поняття відстані між елементами (числами, n-дійсними числами, n-вимірними векторами, функціями, наборами функцій, тощо).

## Формальне визначення
Метричним простором називається пара {\displaystyle (X,\;d)}, яка складається з деякої множини елементів {\displaystyle \;X} і відстані {\displaystyle d\colon X\times X\to \mathbb {R} }, а саме однозначної, невід'ємної, дійсної функції {\displaystyle \;d(x,y)}, визначеної для {\displaystyle \forall x,y\in X}, яка задовольняє такі 3 аксіоми:
1. {\displaystyle d(x,\;y)=0\Leftrightarrow x=y} (аксіома тотожності).
2. {\displaystyle d(x,\;y)=d(y,\;x)} (аксіома симетрії).
3. {\displaystyle d(x,\;z)\leqslant d(x,\;y)+d(y,\;z)} (нерівність трикутника).

Невід'ємність доводиться за допомогою таких міркувань:
{\displaystyle 0=d(x,x)\leqslant d(x,y)+d(y,x)=2d(x,y)}

## Приклади метричних просторів
1. Простір ізольованих точок 
 {\displaystyle d(x,y)={\begin{cases}0,&x=y\\1,&x\neq \ y\end{cases}}}
2. Множина дійсних чисел утворює метричний простір {\displaystyle \mathbb {R} ^{1}} 
 {\displaystyle d(x,\;y)=|x-y|}
3. Множина впорядкованих груп з n дійсних чисел {\displaystyle x=(x_{1},x_{2},\ldots ,x_{n})} з відстанню 
 {\displaystyle d(x,\;y)={\sqrt {\sum _{k=1}^{n}(y_{k}-x_{k})^{2}}}} 
 називається n-вимірним арифметичним евклідовим простором {\displaystyle \mathbb {R} ^{n}}.
4. Ту саму множину впорядкованих груп з n дійсних чисел {\displaystyle x=(x_{1},x_{2},\ldots ,x_{n})}, але з відстанню 
 {\displaystyle d_{1}(x,\;y)=\sum _{k=1}^{n}|y_{k}-x_{k}|} 
 позначимо простором {\displaystyle \mathbb {R} _{1}^{n}}.
5. Знову візьмемо ту саму множину, що в прикладах 3 і 4, і визначимо відстань між його елементами формулою: 
 {\displaystyle d_{\infty }(x,\;y)=\max _{1\leqslant k\leqslant n}|y_{k}-x_{k}|} 
 Цей простір {\displaystyle \mathbb {R} _{\infty }^{n}} в багатьох питаннях аналізу не менш зручний, ніж евклідів простір {\displaystyle \mathbb {R} ^{n}}.
6. Множина {\displaystyle C_{[a,b]}} всіх неперервних дійсних функцій, визначених на проміжку {\displaystyle [a,b]} з відстанню 
 {\displaystyle d(f,\;g)=\max _{a\leqslant t\leqslant b}|g(t)-f(t)|}
7. Позначимо через {\displaystyle {\mathit {l}}_{2}} метричний простір, точками якого слугують всі можливі послідовності {\displaystyle x=(x_{1},x_{2},\ldots ,x_{n},\ldots )} дійсних чисел, що задовольняють умові: {\displaystyle \sum _{k=1}^{\infty }x_{k}^{2}<\infty }, а відстань визначається формулою: 
 {\displaystyle d(x,y)={\sqrt {\sum _{k=1}^{\infty }(y_{k}-x_{k})^{2}}}}
8. Розглянемо, як і в прикладі 6, сукупність усіх функцій, неперервних на відрізку {\displaystyle [a,b]}, але відстань визначимо по-іншому, а саме: 
 {\displaystyle d(x,y)=\left(\int _{a}^{b}(x(t)-y(t))^{2}\right)^{1/2}} 
 Такий метричний простір позначимо {\displaystyle C_{2}[a,b]} і будемо називати простором неперервних функцій з квадратичною метрикою.
9. Розглянувши множину усіх обмежених послідовностей {\displaystyle x=(x_{1},x_{2},\ldots ,x_{n},\ldots )} дійсних чисел, отримаємо простір {\displaystyle {\mathit {m}}} з метрикою: 
 {\displaystyle d(x,\;y)=\sup _{k}|y_{k}-x_{k}|}
10. Множина впорядкованих груп з n дійсних чисел з відстанню 
 {\displaystyle d(x,\;y)=(\sum _{k=1}^{n}|y_{k}-x_{k}|^{p})^{1/p}},
 де {\displaystyle p} — будь-яке фіксоване число {\displaystyle \geqslant 1}. Цей простір позначимо {\displaystyle \mathbb {R} _{p}^{n}}

## Метричні простори та аксіоми зліченності
1. Будь-який метричний простір задовольняє першу аксіому зліченності.
2. Якщо метричний простір сепарабельний, то він задовольняє другу аксіому зліченності.

## Відкриті і замкнуті множини, топологія і збіжність
Будь-який метричний простір є топологічним простором, тому всі визначення і теореми, що стосуються топологічних просторів, можна природним чином поширити на метричні простори.
Для будь-якої точки {\displaystyle \;x} метричного простору {\displaystyle \;X} визначимо відкриту кулю радіуса {\displaystyle \;r>0} з центром в точці {\displaystyle \;x}, як множину {\displaystyle B(x,r)\equiv \{y\in X|d(x,y)<r\}}. Такі відкриті кулі породжують топологію на {\displaystyle \;X}, а отже й топологічний простір. Породжена топологія задовольняє багатьом умовам, наприклад всім аксіомам віддільності.
Підмножина {\displaystyle \;U} метричного простору {\displaystyle \;X} називається відкритою, якщо {\displaystyle \forall x\in U\;\exists r>0}, такий що {\displaystyle B(x,r)\subset U.} Доповненням до відкритої множини називається замкнута множина. Околом точки {\displaystyle x\in X} називається будь-яка відкрита підмножина {\displaystyle \;X}, що містить {\displaystyle \;x}.
Послідовність {\displaystyle \{\;x_{n}\}} метричного простору {\displaystyle \;X} називається збіжною до границі {\displaystyle x\in X} тоді і тільки тоді, коли {\displaystyle \forall \epsilon >0\;\exists N\in \mathbb {N} \;\forall n>N\;d(x_{n},x)<\epsilon .} Також можна використовувати загальне означення збіжності для топологічного простору.
Підмножина {\displaystyle \;A} метричного простору {\displaystyle \;X} замкнена тоді і тільки тоді, коли будь-яка послідовність {\displaystyle \;A} збіжна в {\displaystyle \;X} і має границю, що належить {\displaystyle \;A}.

## Гомеоморфізм. Ізоморфізм
Якщо відображення {\displaystyle \;f:X\to Y} взаємно однозначне, то існує обернене відображення {\displaystyle \;x=f^{-1}(y)} простору {\displaystyle \;Y} на простір {\displaystyle \;X}. Якщо відображення {\displaystyle \;f} взаємно однозначне і взаємно неперервне, то воно називається гомеоморфним відображенням або гомеоморфізмом, а самі простори {\displaystyle \;X} та {\displaystyle \;Y}, між якими можна встановити гомеоморфізм, називаються гомеоморфними між собою. Важливим окремим випадком гомеоморфізму є так зване ізометричне відображення.
Кажуть, що бієкція {\displaystyle \;f} між метричними просторами {\displaystyle (X,\;d_{1})} і {\displaystyle (Y,\;d_{2})} є ізометрією, якщо {\displaystyle d_{1}(x_{1},x_{2})=d_{2}(f(x_{1}),f(x_{2}))\;\forall x_{1},x_{2}\in \mathbb {R} }. Простори {\displaystyle \;X} і {\displaystyle \;Y}, між якими можна встановити ізометричне співвідношення, називаються ізометричними.
Ізометрія просторів означає, що метричні зв'язки між їхніми елементами одні і ті ж самі; різною може бути лише природа їхніх елементів, що з точки зору теорії метричних просторів несуттєво. Ізометричні між собою простори можна розглядати як тотожні.

## Типи метричних просторів

### Повні простори
Метричний простір називається повним, якщо у ньому будь-яка фундаментальна послідовність є збіжною до елемента цього простору:
{\displaystyle \forall \varepsilon >0,\exists N\in \mathbb {N} ,\forall n>N,\forall m>N:d(x_{n},x_{m})<\varepsilon }.
Будь-який евклідів простір, як і будь-яка замкнена множина, є повним метричним простором.
Будь-який метричний простір має єдине (з точністю до ізометрії) поповнення, що складається з повного метричного простору, який містить даний простір у вигляді щільної підмножини.
Якщо {\displaystyle \;X} повна підмножина метричного простору {\displaystyle \;M}, то {\displaystyle \;X} є замкненим в {\displaystyle \;M}. Дійсно, простір {\displaystyle \;X\subset M} є повним тоді і тільки тоді, коли він є замкненим у повному метричному просторі {\displaystyle \;M}.
Якщо {\displaystyle \;(X,d)} — повний метричний простір, то {\displaystyle \;X} є множиною другої категорії (Теорема Бера про категорії).